# Sandra Breiteneder

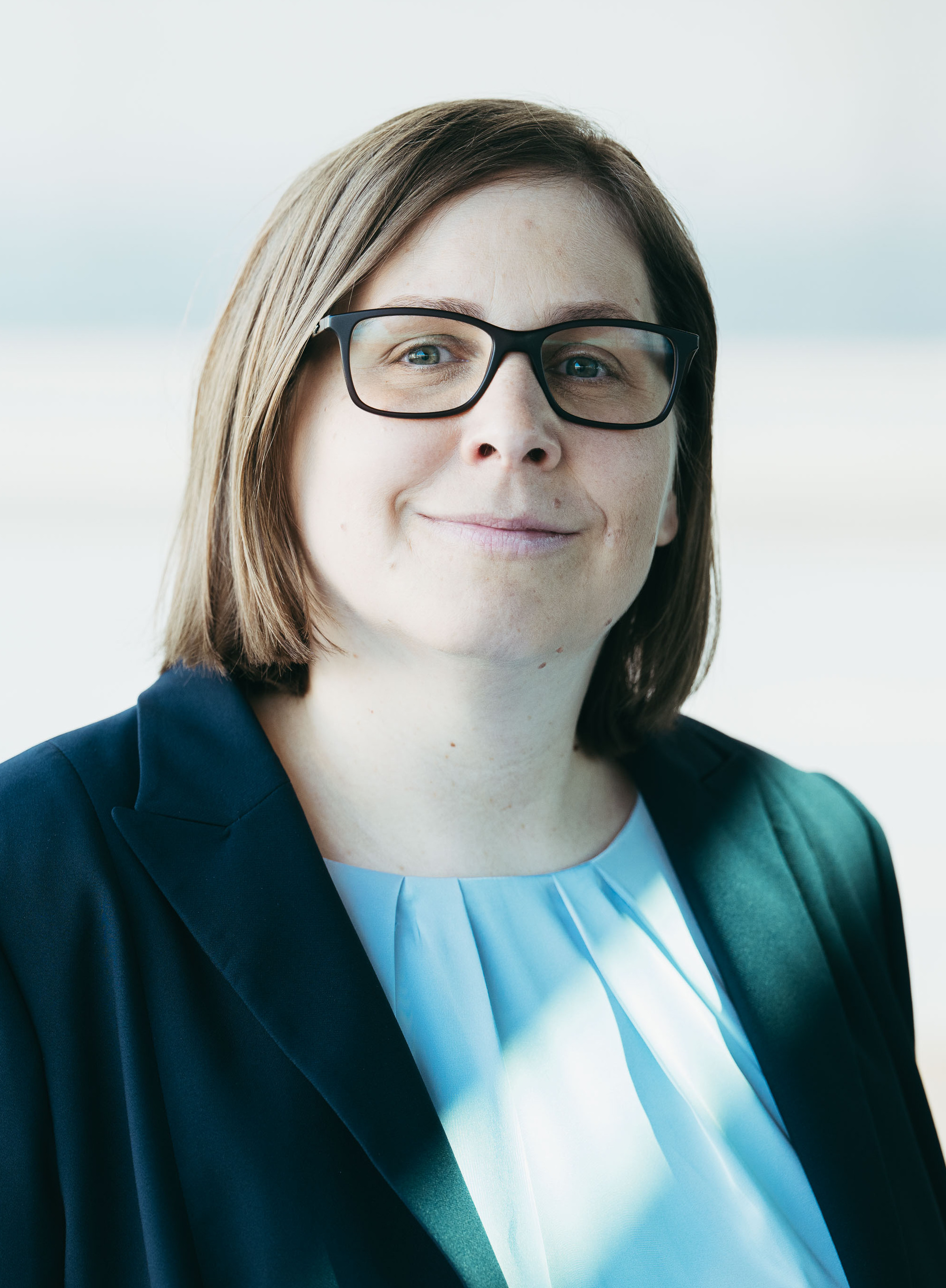
Sandra Breiteneder (2023)

Sandra Breiteneder (* 31. März 1983) ist eine österreichische Gewerkschafterin und Politikerin der Sozialdemokratischen Partei Österreichs (SPÖ). Am 13. Juni 2023 wurde sie gemeinsam mit Klaus Seltenheim als Bundesgeschäftsführerin der SPÖ vorgestellt. Diese Funktion legte sie am 4. März 2025 zurück, um als Kabinettschefin das Kabinett des Vizekanzlers zu leiten.

## Leben

### Ausbildung
Sandra Breiteneder stammt aus Lacken in Feldkirchen an der Donau und besuchte von 1993 bis 2001 das Georg-von-Peuerbach-Gymnasium in Linz. An der Universität Wien studierte sie ab 2006 Bildungswissenschaften, das Studium schloss sie 2013 als Bachelor of Arts ab. 2011 begann sie ein Masterstudium im Studienfach European Public Affairs an der Deutschen Universität für Weiterbildung (DUW), das sie 2013 als Master of Arts beendete.

### Beruf und Politik
Von 2005 bis 2009 war sie Vorsitzende der Sozialistischen Jugend Wien. Als Bezirksrätin gehörte sie von 2005 bis 2015 der Bezirksvertretung im 16. Wiener Gemeindebezirk Ottakring an. Von 2011 bis 2013 fungierte sie als Vizepräsidentin der Young European Socialists (YES), von 2011 bis 2014 war sie parlamentarische Assistentin des EU-Abgeordneten Hannes Swoboda, anschließend war sie im Internationalen Sekretariat der GPA-DJP tätig.
2016 wurde sie Referentin für Digitalisierung und europäische/internationale Angelegenheiten im Büro von Staatssekretärin Muna Duzdar. Von 2017 bis 2021 amtierte sie als Bundesfrauensekretärin der Gewerkschaft GPA, anschließend war sie bis Juni 2023 stellvertretende Leiterin im Büro der Geschäftsführung im Wiener Arbeitnehmer*innen Förderungsfonds (waff). Am 13. Juni 2023 wurde sie vom SPÖ-Bundesparteivorsitzenden Andreas Babler gemeinsam mit Klaus Seltenheim als Bundesgeschäftsführerin der SPÖ vorgestellt, die in dieser Funktion Christian Deutsch nachfolgten.
Im Juli 2023 wurde eine Kampagne unter dem Motto „Zurück zur Gerechtigkeit“ angekündigt. Im Herbst 2023 forderte Breiteneder ÖVP-Chef und Bundeskanzler Karl Nehammer auf, die Regierungszusammenarbeit mit den Freiheitlichen in Niederösterreich zu beenden. Nach der Nationalratswahl 2024 wurde sie Mitglied des SPÖ-Verhandlungsteams zur Bildung einer Regierung.
Nach der Bildung der Bundesregierung Stocker im März 2025 wechselte sie als Kabinettschefin in das Kabinett von Vizekanzler Andreas Babler, Seltenheim wurde alleiniger Bundesgeschäftsführer.